# توماس یوجین کورتز
توماس یوجین کورتز (به انگلیسی: Thomas Eugene Kurtz)(زادهٔ:۲۲ فوریه سال ۱۹۲۸) استاد ریاضیات و دانشمند علوم رایانه است، که همراه با همکارش جان جی. کمنی مفهوم انقلابی را در زمینه ساخت کامپیوتر به صورت آزادانه برای دانش آموزان کالج به نام بیسیک در نظر گرفتند.
بیسیک، با اجرای مفهوم اشتراک زمانی در کالج دارتموث بود. در مأموریت و وظیفه ای که او در این طراحی پیاده‌سازی کرده بود، اجازه می‌داده تا کاربران غیر متخصص و غیر حرفه‌ای با کامپیوتر ارتباط برقرار کنند، او زبان برنامه‌نویسی BASIC (Code Instructional Symbolism All-Star All Starter) و سیستم اشتراک گذاری Time Dartmouth را در طول سال‌های ۱۹۶۳ تا ۱۹۶۴ توسعه داد.